# Penne (araldica)
Con il termine penne si indica in araldica un ornamento esteriore dell'elmo che timbra lo scudo. Le penne, che possono essere di pavone (quelle più antiche) o di struzzo (le più moderne), compaiono al posto del cimiero verso la fine del XV secolo. Normalmente sono in numero dispari, variabile da 1 a 7, fuoriescono in fascio dalla cima dell'elmo, sono disposte a ventaglio e le loro cime ricadono sul davanti. Nell'araldica italiana esse sono di norma 5 per le famiglie di antica cittadinanza comunale e 3 per le famiglie borghesi. Le penne possono essere utilizzate sia per le armi delle famiglie nobili sia per quelle di cittadinanza o borghesi al posto dei lambrecchini e, assumendone una funzione analoga, anch'esse hanno il colore degli smalti dello scudo. 

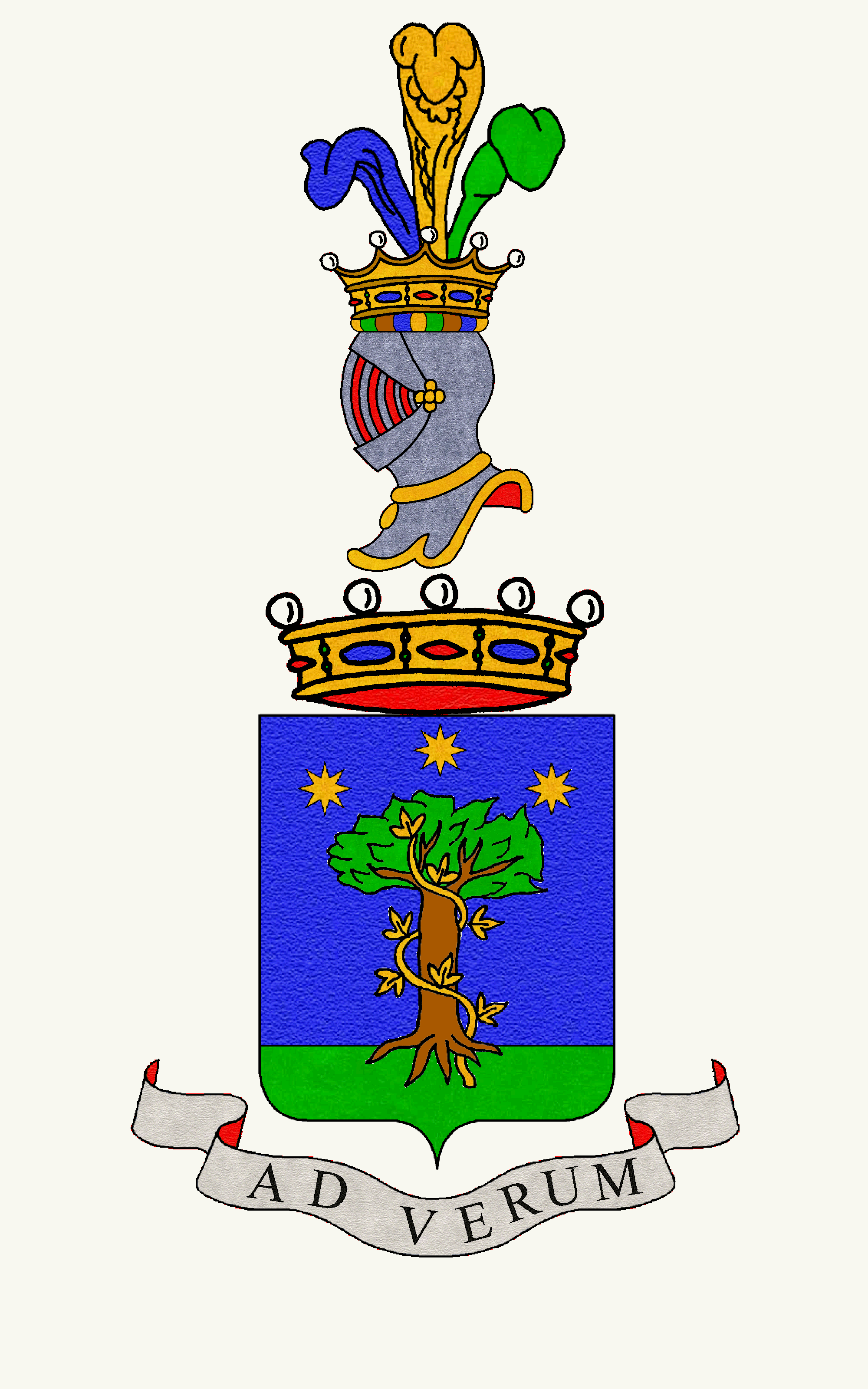
3 penne di struzzo (arma della famiglia Viazzi del Piemonte)
7 penne di pavone (Herb Rozmiar della nobiltà polacca)

Nell'araldica polacca, di norma, le penne di pavone sono verdi, mentre quelle di struzzo sono bianche.